# Le Knight Club
Le Knight Club est un groupe de musique électronique français. Durant son parcours, il fut composé de Guy-Manuel de Homem-Christo, membre du groupe Daft Punk et Éric Chédeville, alias Rico (ou encore Rico the Wizard).

## Biographie
Le Knight Club est formé en 1997 par Guy-Manuel de Homem-Christo et Éric Chédeville. Le groupe est à l'origine de la fondation du label Crydamoure, sur lequel ils vont publier leur EP entre 1997 et 2002.
Le groupe ne produit alors plus rien jusqu'en 2015 où il se reforme pour participer à la bande originale du film français Les Portes du soleil - Algérie pour toujours,. L'ouvrage, French Touch 100: De Daft Punk à Rone sorti en 2017, cite le groupe parmi les groupes de French touch dans la lignée de Daft Punk.

## Discographie
- 1997 : Santa Claus / Holiday on Ice
- 1998 : Troobadoor / Mirage
- 1998 : Intergalactik Disko (avec DJ Sneak)
- 1999 : Boogie Shell / Coco Girlz / Mosquito / Coral Twist
- 1999 : Hysteria / Hysteria II
- 2001 : Gator / Chérie d'Amoure
- 2002 : Soul Bells / Palm Beat / Tropicall
- 2002 : Nymphae Song / Rhumba
- 2015 : The Fight

### Échantillons utilisés
- Santa Claus : Kool and the Gang - Be My Lady
- Troobadoor : Alder Ray Black & The Fame Gang - Just Because the Package's Been Unwarpped & Opened
- Mirage : Skyy - Call Me
- Intergalactik Disko : Carol Williams - Rattlesnake et Cerrone - Give Me Love
- Boogie Shell : Sister Sledge - You Fooled Around
- Coco Girlz : Cerrone - Love is the Answer
- Mosquito : Shalamar - I Owe You One et I Can Make You Feel Good
- Coral Twist : Quincy Jones - Somethin' Special
- Hysteria : Change - Miracles
- Hysteria II : Change - Miracles
- Gator : Earth, Wind and Fire - Keep your Head to the Sky
- Chérie D'Amoure : Frisky - Love at First Sight et James Brown - Funky President (People It's Bad)
- Soul Bells : The Brothers Johnson - Streetwave
- Palm Beat : Chanson - Don't Hold Back
- Tropicall : Inner Life - Moment of My Life
- Nymphae Song : Rhythm Heritage - Holding Out (For Your Love)
- Rhumba : T-Connection - Give Me Your Love